# Rhamphomyia currani
Rhamphomyia currani är en tvåvingeart som beskrevs av Steyskal 1964. Rhamphomyia currani ingår i släktet Rhamphomyia och familjen dansflugor. Inga underarter finns listade i Catalogue of Life.